# Czysta chirurgia
Czysta chirurgia – polski telewizyjny dramat wojenny z 1977 roku w reżyserii Tadeusza Junaka, zrealizowany na podstawie opowiadania Bogdana Hamery pod tym samym tytułem. Zdjęcia kręcono w Kłodzku.

## Opis fabuły
Podczas okupacji hitlerowskiej w Polsce do jednego ze szpitali gestapowcy przywożą rannego członka ruchu oporu. Lekarz, który musi go operować staje przed dylematem – z jednej strony jego obowiązkiem jest ratowanie życia człowiekowi, z drugiej doskonale zdaje sobie sprawę, że uratowany przez niego pacjent najpierw zostanie poddany brutalnym przesłuchaniom, a potem i tak zabity. Chirurg przeprowadza udaną operację. Następnie próbuje odnaleźć ludzi z podziemnej organizacji i zainteresować ich losem rannego, jednak ci odmawiają pomocy uznając, że ranny wobec ryzyka ewentualnej akcji odbicia jest zbyt mało wart jako szeregowy członek organizacji. Lekarz nie jest w stanie uśmiercić rannego, chociaż w pewnym momencie stoi już nad jego łóżkiem ze śmiertelnym zastrzykiem. Kiedy w końcu ranny zostaje zabrany przez gestapo, niemająca skrupułów siostra przełożona podrzuca mu pod koc skalpel, przy pomocy którego więzień podczas transportu odbiera sobie życie. Gestapo aresztuje lekarza, a ten od razu bierze na siebie całą winę, chcąc ratować kobietę. Jego los jest przesądzony...

## Obsada aktorska
- Zdzisław Kozień – chirurg
- Eugeniusz Kujawski – gestapowiec
- Izabella Jurasz-Olszewska – siostra przełożona
- Sławomir Surowiec – ranny